# Brachyunguis nevskyi
Brachyunguis nevskyi är en insektsart. Brachyunguis nevskyi ingår i släktet Brachyunguis och familjen långrörsbladlöss. Inga underarter finns listade i Catalogue of Life.